# 舍卡洛夫卡农村居民点
舍卡洛夫卡农村居民点（俄语：Шекаловское сельское поселение）是俄罗斯联邦沃罗涅日州罗索希区所属的一个农村居民点。其下辖有7个居民点，行政中心为舍卡洛夫卡。据2016年统计，该农村居民点的人口为711人。